# 塞缪尔·巴伯
塞缪尔·奥斯本·巴伯二世（英語：Samuel Osborne Barber II；1910年3月9日—1981年1月23日），美国作曲家、鋼琴家、指揮、男中音，音樂教育者。他是20世纪作曲家中作品上演比较频繁的一位，音樂評論者多納爾·赫納罕認為其「成名甚早，並且持續受矚，任何美國作曲家難以望其項背」。
卅歲之前，巴伯曾短暫以歌者身分從事職業，這段經驗啟發他終生對人聲創作的喜愛。五〇年代，巴伯偶而會指揮自己的作品錄音。此外他在1939年－1942年期間，於柯蒂斯學院教授作曲。
巴伯与意大利裔美国作曲家梅诺蒂之間長達四十年的艺术合作和感情生活一直被传为佳话。他們的關係中止於1970年，然而直到巴伯在1981年因癌症而死之前，倆人仍是密友。

## 作品節選
巴伯的音樂受柯蒂斯音樂學院教授羅薩里奧·斯卡萊羅，以及自己的親舅舅、作曲家西德尼·荷馬影響。他的作品通常不見當代主義的特色，而多采取浪漫主义手法。在和聲、結構等度向上，都更接近19世紀的風格，其音樂抒情而富於情感表達。直到1940年之後，巴伯才開始嘗試現代技法。例如在大提琴協奏曲（1945年）和《米底亞的沉思與復仇之舞》（1955年）當中使用不和諧音、半音，或是在鋼琴奏鳴曲（1949年）、《齊克果之禱》（1954年）和《夜曲》（1959年）當中刻意模糊調性，並引入序列音樂等等。
自養成時期起，巴伯便同時接受器樂演奏和人聲演唱的訓練。作品很快就揚名國際，《弦乐柔板》（1936年）是他最知名的作品，之後也被改編為《羔羊經》（1967年），由合唱團演唱。其他知名的作品尚有《那克斯維勒：一九一五年夏天》。他是二屆普利策音樂獎得主，幾乎所有的作品在其生前均得到錄製保存。巴伯的創作不少皆是著名的團體或人員委託，隨而進行首演，這包括了波士顿交响乐团、费城管弦乐团、纽约爱乐乐团、大都會歌劇院、弗拉基米爾·霍羅威茨、李奧汀·普萊絲、弗朗西斯·普朗克與迪特里希·菲舍爾-迪斯考等。
一般認為巴伯的器樂創作相當傑出，事實上他有三分之二的作品都為人聲所寫，包括藝術歌曲（鋼琴、管弦樂）、合唱團作品等。著名者有《在這美麗的夜晚》（1938年，1961年改寫為合唱版本）、《隱士之歌》（1953年）等。以下是他具代表性的作品：
- 大提琴奏鳴曲，第6號作品，1932年
- 第1號交響曲，第9號作品，1936年
- 弦樂四重奏，第11號作品，1936年
  - 《弦樂慢板》，編自弦樂四重奏第二樂章
- 小提琴協奏曲，第14號作品，1939年
- 大提琴協奏曲，第22號作品，1945年
- 《那克斯維勒：一九一五年夏天》，第24號作品，1948年
- 鋼琴奏鳴曲，第26號作品，1949年
- 《隱士之歌》，第29號作品，1953年
- 《齊克果之禱》，第30號作品，1954年
- 《夏樂》，為管樂五重奏，第31號作品，1956年
- 《夜曲》，第33號作品，1959年
- 鋼琴協奏曲，第38號作品，1962年

## 錄音推薦
- Finley, Gerald. Drake, Julius. . London: Hyperion. 67528. 2008年留声机奖.